# Musée national de l'aviation Oleg-Antonov
Pour les articles homonymes, voir Antonov.
Le musée national de l'aviation Oleg-Antonov est une institution culturelle située dans l'enceinte de l'aéroport Kiev-Jouliany, dans la capitale de l'Ukraine. Il est le principal musée aéronautique du pays.

## Création
Le musée a ouvert en 2003, il a été inauguré à l'occation du 100e anniversaire du vol des frères Wright. Il doit son nom à Oleg Antonov, fondateur du bureau d'étude du même nom, créateur de nombreux avions de transport.

## Appareils exposés

### Avions
- Aero L-29 Delfin
- Aero L-39C Albatross
- Antonov An-2
- Antonov An-24B
- Antonov An-24T
- Antonov An-26
- Antonov An-30
- Antonov An-71
- Beriev Be-6
- Beriev Be-12PL
- Iliouchine Il-14P
- Iliouchine Il-18
- Iliouchine Il-28
- Iliouchine Il-62
- Iliouchine Il-76T
- Iliouchine Il-86
- Mikoyan-Gourevitch MiG-15UTI
- Mikoyan-Gourevitch MiG-17
- Mikoyan-Gourevitch MiG-17F]
- Mikoyan-Gourevitch MiG-21PF
- Mikoyan-Gourevitch MiG-21PFM
- Mikoyan-Gourevitch MiG-21UM
- Mikoyan-Gourevitch MiG-23BN
- Mikoyan-Gourevitch MiG-23ML
- Mikoyan-Gourevitch MiG-25RBT
- Mikoyan-Gourevitch MiG-27K
- Mikoyan-Gourevitch MiG-29
- Mikoyan-Gourevitch MiG-29
- Soukhoï Su-7BM
- Soukhoï Su-15TM
- Soukhoï Su-17M
- Soukhoï Su-17UM-3
- Soukhoï Su-24
- Soukhoï Su-25
- Tupolev Tu-22M0
- Tupolev Tu-22M2
- Tupolev Tu-22M3
- Tupolev Tu-104
- Tupolev Tu-134
- Tupolev Tu-134A
- Tupolev Tu-134UBL
- Tupolev Tu-142MZ
- Tupolev Tu-154
- Yakovlev Yak-18PM
- Yakovlev Yak-28U
- Yakovlev Yak-38
- Yakovlev Yak-40
- Yakovlev Yak-50 (transformé en réplique de Yak-3)

### Hélicoptère
- Mil Mi-1
- Mil Mi-4
- Mil Mi-6A
- Mil Mi-8
- Mil Mi-8TM
- Mil Mi-14BT
- Mil Mi-14PL
- Mil Mi-24A
- Mil Mi-24D
- Mil Mi-24P
- Mil Mi-24V
- Mil Mi-26
- PZL-Swidnik Mi-2
- Kamov Ka-25PL
- Kamov Ka-26
- Kamov Ka-27PL